# آيت إسحاق (تامري)
آيت إسحاق هي إحدى مشيخات المملكة المغربية، تتبع جغرافيا لعمالة أكادير إدا وتنان وإداريًا لتامري. يقدر عدد سكانها بـ 4669 نسمة حسب الإحصاء الرسمي للسكان والسكنى لسنة 2004.